# San Bartolomé de Tirajana
San Bartolomé de Tirajana er en kommune i det sydvestlige Spanien på øen Gran Canaria i provinsen Las Palmas, De Kanariske Øer. Den har et indbyggertal på 54.116 (2024) indbyggere.